# Vagabonderne paa Bakkegaarden
Vagabonderne paa Bakkegaarden er en spillefilm (en Morten Korch-film) fra 1958 instrueret af Alice O'Fredericks efter manuskript af Alice O'Fredericks og Jon Iversen. Filmen er bl.a. kendt for at Poul Reichhardt synger "Er du dus med himlens fugle".

## Handling
Det er i Jylland, en tidlig sommermorgen. En vagabond vågner i en høstak, han er en mand med et par leende grå øjne under det sortkrøllede hår. Han hedder Martin, og han kunne godt se ud som om, han var af taterslægt. Han er rig, ikke på penge, men på humor og livsglæde. Han synger sig frem for et måltid mad og en lo til at sove i.

## Medvirkende
Blandt de medvirkende kan nævnes:
- Poul Reichhardt
- Christian Arhoff
- Ib Mossin
- Astrid Villaume
- Ghita Nørby
- Helga Frier
- Preben Lerdorff Rye
- Jakob Nielsen
- Karl Stegger
- Einar Juhl
- Judy Gringer
- Torkil Lauritzen
- Anna Henriques-Nielsen
- Ole Monty
- Kirsten Passer

Poul Reichhardt spiller rollen som førsteelsker. 
Judy Gringer havde tidligere på året debuteret i filmen Guld og grønne skove og blevet bemærket med sketchen Babs og Nutte.
I filmen ses hun i en birolle som bondepige.

## Musik
"Er du dus med himlens fugle" står som den mest kendte sang fra filmen. 
Den indgår diegetisk i filmen med vagabonden spillet af Poul Reichhardt der synge den mens han vandrer ad landevejen. 
Den synges også senere i filmen hvor de to vagabonder når frem til Bakkegaarden.
"Du går ind i alle hjerter" synges også af Poul Reichhardt.
Det er under et bryllup hvor Reichhardt og Ib Mossin hyres som musikanter.